# Peachtree City
Peachtree City é uma cidade localizada no estado americano de Geórgia, no Condado de Fayette.

## Demografia
Segundo o censo americano de 2000, a sua população era de 31.580 habitantes.
Em 2006, foi estimada uma população de 34.947, um aumento de 3367 (10.7%).

## Geografia
De acordo com o United States Census Bureau tem uma área de 61,9 km², dos quais 60,3 km² cobertos por terra e 1,6 km² cobertos por água.

## Localidades na vizinhança
O diagrama seguinte representa as localidades num raio de 16 km ao redor de Peachtree City.